# Miloš Bajalica
Miloš Bajalica est un footballeur serbe né le 15 décembre 1981. Il évolue au poste de défenseur central.

## Palmarès
- Champion de Serbie en 2007 avec l'Étoile rouge de Belgrade